# Constance Brackman
Pour les articles homonymes, voir Brackman.
Constance Brackman est une joueuse de football belge née le 20 octobre 2001. Elle joue actuellement au Standard de Liège.

## Palmarès
- Vainqueur de la Coupe de Belgique en 2018 et 2023 avec le Standard de Liège